# Stelis sexmaculata
Stelis sexmaculata är en biart som beskrevs av William Harris Ashmead 1896. Stelis sexmaculata ingår i släktet pansarbin, och familjen buksamlarbin. Inga underarter finns listade i Catalogue of Life.